# La Galigo

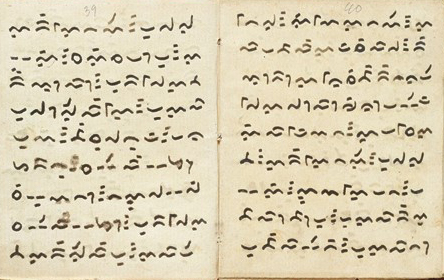
La Galigo, epopea buginese scritta in caratteri Lontara.

Sureq Galigo o La Galigo è un mito della creazione della cultura bugi di Sulawesi, nell'odierna Indonesia. Il poema orale è stato trasposto in forma scritta tra il XVIII e il XX secolo in lingua buginese.
È stato adattato in I La Galigo, un'opera teatrale musicale di Robert Wilson .

## Descrizione
Il poema è composto in pentametri e racconta la storia dell'origine dell'umanità, ma funge anche da almanacco pratico per la vita di tutti i giorni. Si è evoluto principalmente attraverso la tradizione orale ed è ancora cantato in occasioni importanti. Le prime versioni scritte conservate risalgono al XVIII secolo, le precedenti sono andate distrutte. Di conseguenza, una versione completa o definitiva non esiste, ma le parti conservate ammontano a 6.000 pagine, ossia a 300.000 righe di testo, rendendo La Galigo una delle opere letterarie più estese in assoluto. La lingua buginese originale è ora compresa da meno di un centinaio di persone, tuttavia finora solo parti del pomea sono state tradotte in indonesiano o in inglese. La maggior parte dei manoscritti conservati si trova in Indonesia e nei Paesi Bassi. Presso l'Università di Leida si trova uno dei manoscritti più preziosi. È composto da dodici volumi e racconta la prima parte del poema. Si tratta del più lungo frammento coerente di La Galigo al mondo e fu redatto a Makassar su richiesta del teologo e studioso B.F. Matthes (1818–1908). Nel 1847 Matthes entrò al servizio della Società biblica olandese per studiare le lingue bugi e makassar con lo scopo di tradurre la Bibbia in questi idiomi.
Il testo fu scritto da Colliq Pujié (Arung Pancana Toa), regina madre di Tanete, un piccolo regno nel Sud Sulawesi. Il manoscritto fu lasciato in prestito permanente alla biblioteca dell'Università di Leida agli inizi del XX secolo e dal 2012 è conservato, insieme a un altro manoscritto de La Galigo, a Makassar. Il manoscritto di Leida figura oggi nel registro della Memoria del mondo dell'UNESCO. È il secondo documento indonesiano dopo il Negarakertagama (inserito nel registro nel 2008) a ottenere tale riconoscimento. Nel 2017, il manoscritto di Leiden è stato reso disponibile in versione digitale.

## Adattamenti
- Opera di teatro musicale I La Galigo di Robert Wilson.[1]
- Musical Galigo: The Chaos Within del 2017, NUANSA cultural production.[5]